# 章澤 (弘治進士)
章澤（1467年—？），字本仁，浙江宁波府鄞县人。明朝政治人物。

## 生平
弘治八年（1495年）乙卯科浙江鄉試第五十九名舉人，弘治十二年（1499年）己未科會試第37名，三甲110名进士。正德十一年（1516年）任湖广襄阳府知府，十二年正月考察以不謹冠帶閑住。

## 家族
曾祖章智達；祖章綸，封刑部郎中；父章锐，左參政。母何氏，封宜人，重庆下。兄瀚、濬。弟湜、济。叔章镒，成化進士；從子章檗，字邦貞，官監察御史、广西按察司佥事。